# Tadeusz Chmielewski (reżyser)
Tadeusz Chmielewski (ur. 7 czerwca 1927 w Tomaszowie Mazowieckim, zm. 4 grudnia 2016 w Warszawie) – polski reżyser, scenarzysta i producent filmowy, znany z komedii filmowych Ewa chce spać, Gdzie jest generał..., Jak rozpętałem drugą wojnę światową i Nie lubię poniedziałku. Uznawany na polskim gruncie za twórcę podgatunku komedii wojennej, łączącej treści propagandowe z lirycznym tonem i tradycjami ludowymi. Wielokrotnie nagradzany za swój dorobek, między innymi Złotą Muszlą na Międzynarodowym Festiwalu Filmowym w San Sebastián, nagrodą za reżyserię adaptacji powieści Stefana Żeromskiego Wierna rzeka na Festiwalu Polskich Filmów Fabularnych oraz Platynowymi Lwami za całokształt dorobku artystycznego.

## Życiorys

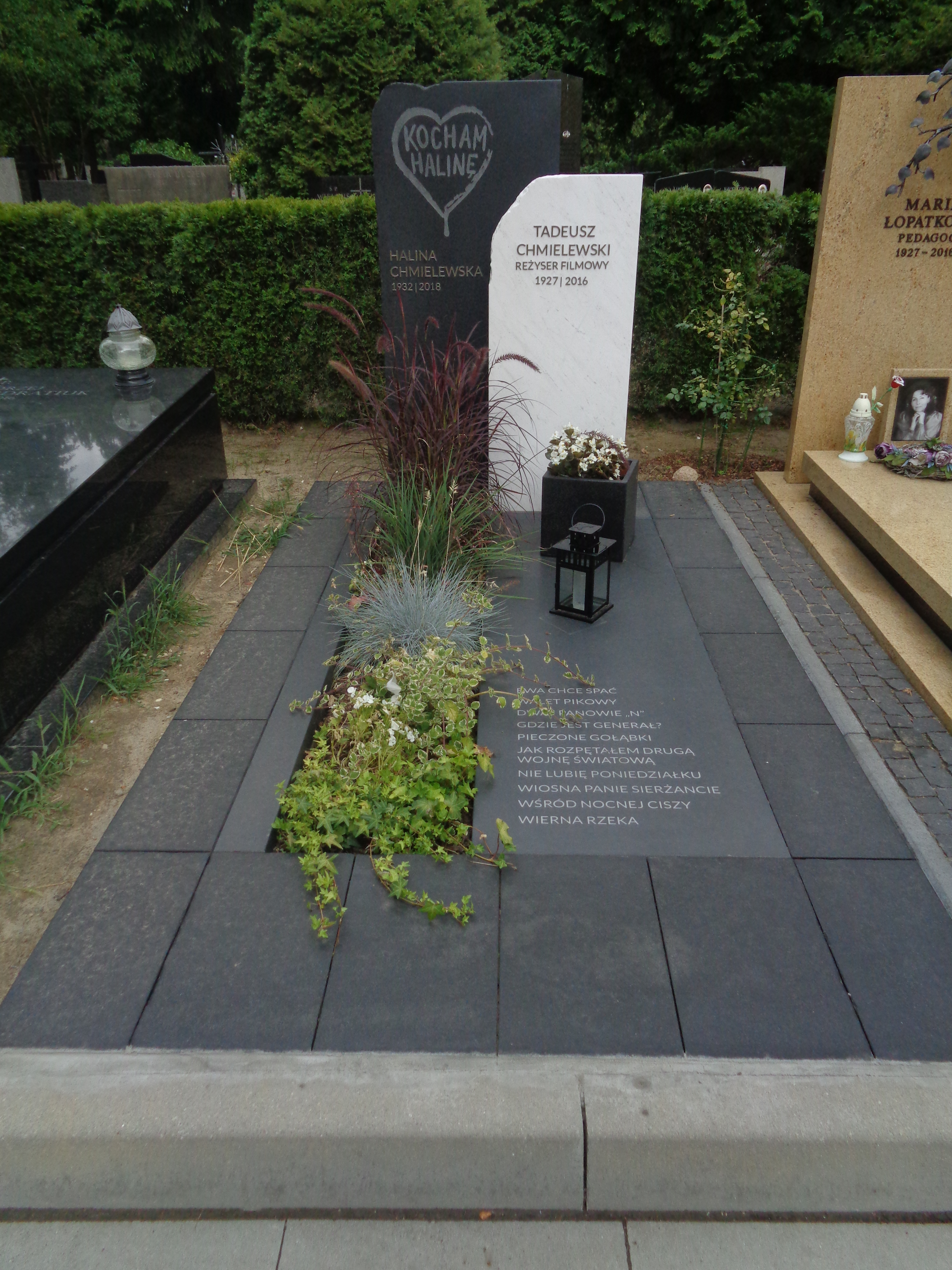
Grób Tadeusza i Haliny Chmielewskich na cmentarzu Wojskowym na Powązkach

Syn Adama i Aleksandry. Podczas II wojny światowej chodził do szkoły zawodowej, dorabiając jako czeladnik ślusarski. W czasie okupacji niemieckiej był również żołnierzem AK i NSZ. Po wojnie wyjechał do rodziny do Świnoujścia. Maturę zdał eksternistycznie w Szczecinie. W 1954 ukończył Państwową Wyższą Szkołę Filmową, będąc w jednej grupie z Kazimierzem Kutzem i Januszem Morgensternem.

### Współpraca z Urzędem Bezpieczeństwa i Służbą Bezpieczeństwa
Tadeusz Chmielewski w lutym 1947 roku został pozyskany do współpracy przez Urząd Bezpieczeństwa w charakterze Tajnego Współpracownika o pseudonimie „Śmiały”. Współpraca trwała do 1954. W czerwcu 1961 roku nastąpiło wznowienie współpracy ze Służbą Bezpieczeństwa, tym razem przybrał pseudonim „Stefania”. W swoich doniesieniach informował o działalności osób ze świata kultury, m.in. Ignacego Tauba. Dokumenty potwierdzające jego współpracę zachowały się w Archiwum Instytutu Pamięci Narodowej pod sygnaturą AIPN 002086/222/CD.

### Kariera reżyserska
Zadebiutował w 1957 surrealistyczną komedią Ewa chce spać, która nawiązywała do wzorców ustanowionych przez burleski Renégo Claira, a jednocześnie parodiowała współczesne życie społeczne. Jak twierdził Tadeusz Lubelski, „złodzieje pobierający przestępcze nauki na akademickich seminariach, policjanci [...] wybawiający złoczyńców grą na pałce przemienionej we flet [...] – wszystko składało się na groteskowy obraz karnawałowego «świata na opak»”, który jednocześnie umożliwił renesans polskiej komedii filmowej na fali wydarzeń popaździernikowych. Ewa chce spać okazała się wielkim sukcesem artystycznym, zdobywając Złotą Muszlę na Festiwalu Filmowym w San Sebastián.
Po kryminałach Walet pikowy (1960) oraz Dwaj panowie N (1961) Chmielewski znów odniósł sukces – tym razem komercyjny – komedią wojenną Gdzie jest generał (1963). Antybohater filmu, dezerter z Ludowego Wojska Polskiego (Jerzy Turek), dołącza do dziarskiej radzieckiej żołnierki (Elżbieta Czyżewska) i obmyśla z nią plan porwania niemieckiego generała przebywającego w zamku strzeżonym przez Niemców. Nowatorskie w skali polskiej kinematografii było odejście od martyrologii cechującej dotychczasowe filmy o II wojnie światowej. Gdzie jest generał zdobył przychylność zarówno publiczności, jak i części krytyków, a powszechnie chwalona była kreacja Czyżewskiej. Chmielewski zdyskontował sukces tego filmu trzyczęściową farsą pod tytułem Jak rozpętałem drugą wojnę światową (1969). Komedia o warszawskim cwaniaku (Marian Kociniak) uwikłanym w wydarzenia wojenne na wszystkich frontach europejskich ponownie zachwyciła publiczność dzięki świadomie wygrywanym stereotypom narodowościowym.
Mniejsze powodzenie miały osadzone we współczesności komedie Chmielewskiego. Pieczone gołąbki (1966), quasi-produkcyjna opowieść o poecie pobudzającym do pracy robotników swoimi lirycznymi tekstami, zostały jednoznacznie źle przyjęte przez krytyków. Aleksander Jackiewicz pisał, iż to „chyba najgorsza komedia autora Ewy”, której „partactwo szkodzi całemu polskiemu filmowi”. Natomiast Nie lubię poniedziałku (1971), pogodna komedia pomyłek bliska klimatem Ewie, stanowiła próbę pogodzenia propagandowego wizerunku Warszawy ze złośliwą krytyką niedowładu instytucji państwowych.
Po filmie Wiosna, panie sierżancie (1974) Chmielewski zrezygnował z reżyserii kolejnych filmów komediowych. W 1978 ukończył adaptację powieści czeskiego pisarza Ladislava Fuksa Śledztwo prowadzi radca Heumann, przeniesioną do Torunia w latach 20. XX wieku i utrzymaną w konwencji kina retro. Wśród nocnej ciszy koncentruje się na relacji pomiędzy despotycznym ojcem – detektywem prowadzącym śledztwo w sprawie seryjnego morderstwa dzieci – a dorastającym synem. Lubelski uznał ów film za najlepszy film kryminalny kiedykolwiek nakręcony w Polsce. Kolejna adaptacja dzieła literackiego, Wierna rzeka (1983) na podstawie powieści Stefana Żeromskiego, okazała się jednak już niecenzuralna. Pomimo że film podejmował problematykę dziewiętnastowiecznych powstań narodowych i zredukował martyrologiczne motywy pierwowzoru, a nadto opierał się na dziele figurującym wśród ówczesnych lektur szkolnych, cenzura wstrzymywała jego rozpowszechnianie aż do 1987. Gdy film trafił z opóźnieniem na ekrany kin, Chmielewskiemu w ramach rekompensaty przyznano nagrodę za reżyserię na Festiwalu Polskich Filmów Fabularnych.

### Poza reżyserią
Chmielewski był aktywnym działaczem Stowarzyszenia Filmowców Polskich, a w latach 1983–1987 sprawował funkcję jego wiceprezesa. Następnie w latach 1987–1989 był członkiem Komitetu Kinematografii. Po transformacji ustrojowej w Polsce kierował produkcją takich filmów, jak Smacznego, telewizorku (1992) Pawła Trzaski, Show (2003) Macieja Ślesickiego oraz U Pana Boga w ogródku (2007) i U Pana Boga za miedzą (2009) Jacka Bromskiego. Scenariusz pierwowzoru filmów Bromskiego, U Pana Boga za piecem (1998), napisał pod nazwiskiem swojej wnuczki Zofii Miller. Za ów scenariusz otrzymał nagrodę na Festiwalu Polskich Filmów Fabularnych.

### Rodzina, śmierć
Kilka swoich filmów zrealizował wespół z żoną Haliną Chmielewską, także reżyserką i scenarzystką filmową. Jego córka, Agata Chmielewska, jest grafikiem i malarką.
Zmarł 4 grudnia 2016. Został pochowany 9 grudnia 2016 w Alei Zasłużonych na cmentarzu Wojskowym na Powązkach w Warszawie (kwatera G-TUJE-27).

## Styl filmowy
Tadeusza Chmielewskiego uznaje się za twórcę polskiej komedii wojennej. Bogumił Drozdowski pisał, iż ów gatunek praktykowany przez Chmielewskiego okazał się „czymś w rodzaju papierka lakmusowego na poczucie humoru Polaków; nie obrażał wszakże ich honoru”. Bohaterowie komedii Chmielewskiego należą przeważnie do tradycji ludowej; są dobrodusznymi cwaniakami, których wszakże obciążają kompleksy. W jego utworach wytwarzany jest „świat bezustannej rehabilitacji pewnych pojęć moralnych, świat rehabilitacji najpiękniejszych uczuć i najgłębszych marzeń”. Piotr Zwierzchowski odnotowywał, że zwłaszcza komedie wojenne Chmielewskiego umożliwiały Polakom podbudowanie nadwątlonego przez polską szkołę filmową wizerunku Polaków uwikłanych w wydarzenia wojenne: „przynajmniej tym razem naszym chłopakom udało się wygrać, nie ponosząc przy tym większych strat”.

## Filmografia
- 1955: Podhale w ogniu – asystent reżysera
- 1956: Tajemnica dzikiego szybu – asystent reżysera
- 1957: Ewa chce spać – reżyseria, scenariusz
- 1958: Dwoje z wiernej rzeki – współpraca reżyserska
- 1960: Walet pikowy – reżyseria, scenariusz
- 1961: Dwaj panowie N – reżyseria, scenariusz
- 1963: Gdzie jest generał... – reżyseria, scenariusz
- 1966: Pieczone gołąbki – reżyseria, scenariusz
- 1969: Jak rozpętałem drugą wojnę światową – reżyseria, scenariusz
- 1971: Nie lubię poniedziałku – reżyseria, scenariusz, dialogi
- 1974: Pełnia nad głowami – scenariusz
- 1974: Wiosna panie sierżancie – reżyseria, scenariusz
- 1978: Wśród nocnej ciszy – reżyseria, scenariusz
- 1981: Książę – opieka artystyczna
- 1983: Wierna rzeka – reżyseria, scenariusz
- 1984: Trzy stopy nad ziemią – opieka pedagogiczna
- 1986: Inna wyspa – opieka artystyczna
- 1986: Nikt nie jest winien – opieka artystyczna
- 1992: Smacznego, telewizorku – producent
- 1996: Ucieczka – producent
- 1998: U Pana Boga za piecem – scenariusz (pod pseudonimem „Zofia Miller”)
- 2000: Król sokołów – koproducent (ze strony polskiej)
- 2000: To ja, złodziej – koproducent
- 2003: Show – producent

## Ważniejsze nagrody filmowe
- 1958: Ewa chce spać – Złota Muszla na MFF w San Sebastián
- 1958: Ewa chce spać – Nagroda Związku Scenarzystów Hiszpańskich za scenariusz na MFF w San Sebastián
- 1959: Ewa chce spać – Nagroda dla najlepszego filmu na MFF w Mar del Plata
- 1964: Gdzie jest generał... – Nagroda Państwowa II stopnia
- 1970: Jak rozpętałem drugą wojnę światową – Łagów (Lubuskie Lato Filmowe) nagroda publiczności
- 1987: Wierna rzeka – Gdynia (Festiwal Filmowy w Gdyni) nagroda za reżyserię
- 1998: U Pana Boga za piecem – Gdynia (Festiwal Filmowy w Gdyni) nagroda za scenariusz
- 1999: U Pana Boga za piecem – Orzeł, Polska Nagroda Filmowa (nominacja) w kategorii: najlepszy scenariusz; za rok 1998
- 1999: U Pana Boga za piecem – Orzeł, Polska Nagroda Filmowa (nominacja) w kategorii: najlepszy producent; za rok 1998
- 2015: „Platynowe Lwy” w uznaniu za całokształt dorobku artystycznego – Gdynia (Festiwal Filmowy w Gdyni)

## Odznaczenia i wyróżnienia
- Złota Odznaka Honorowa Towarzystwa Przyjaźni Polsko-Radzieckiej (1967)[23]
- Krzyż Oficerski Orderu Odrodzenia Polski (1974)[24]
- tytuł Honorowego Obywatela Miasta Tomaszów Mazowiecki (2005)
- Złoty Medal „Zasłużony Kulturze Gloria Artis” (2008)[25]
- Doroczna Nagroda MKiDN (2008)[26]
- nagroda „Orła” w kategorii „Za osiągnięcia życia” (2011)[27]